# Якутенко, Ирина Игоревна
Ири́на Игоревна Якуте́нко (род. 25 ноября 1983, Москва) — российская научная журналистка, писательница и популяризатор науки, молекулярный биолог.

## Биография
В 2006 году окончила биологический факультет МГУ имени М. В. Ломоносова по специальности «молекулярная биология». В 2007 году прошла стажировку в Институте молекулярной медицины при Лиссабонском университете, после чего решила посвятить себя научной журналистике.
Работала научным редактором и специальным корреспондентом «Ленты.ру», выпускающим редактором проекта «Чердак» (ТАСС-Наука) и заведующей отделом естественных наук журнала «Вокруг света».
В настоящее время проживает в Германии, ведёт YouTube-канал о научном взгляде на мир и телеграм-каналы «Безвольные каменщики» (посвящён событиям науки и околонауки) и «Мозг на полную» (посвящён методикам борьбы с прокрастинацией, разработанным на основе научных данных). Выступает с научно-популярными лекциями онлайн и оффлайн. Является членом борда премии «Редколлегия».
Замужем, воспитывает двоих детей.

## Книги
В 2017 году опубликовала книгу «Воля и самоконтроль: Как гены и мозг мешают нам бороться с соблазнами», которая в 2018 году стала финалистом премии «Просветитель».
В 2020 году вышла её вторая книга «Вирус, который сломал планету. Почему SARS-CoV-2 такой особенный и что нам с ним делать», получившая в 2021 году приз зрительских симпатий на премии «Просветитель». В январе 2022 года книжный критик газеты «Ведомости» назвал её «лучшей русской книгой о коронавирусе».